# Biakglasögonfågel
Biakglasögonfågel (Zosterops mysorensis) är en fågel i familjen glasögonfåglar inom ordningen tättingar.

## Utbredning och systematik
Fågeln förekommer på öarna Biak och Supiori utanför nordvästra Nya Guinea. Den behandlas som monotypisk, det vill säga att den inte delas in i några underarter.

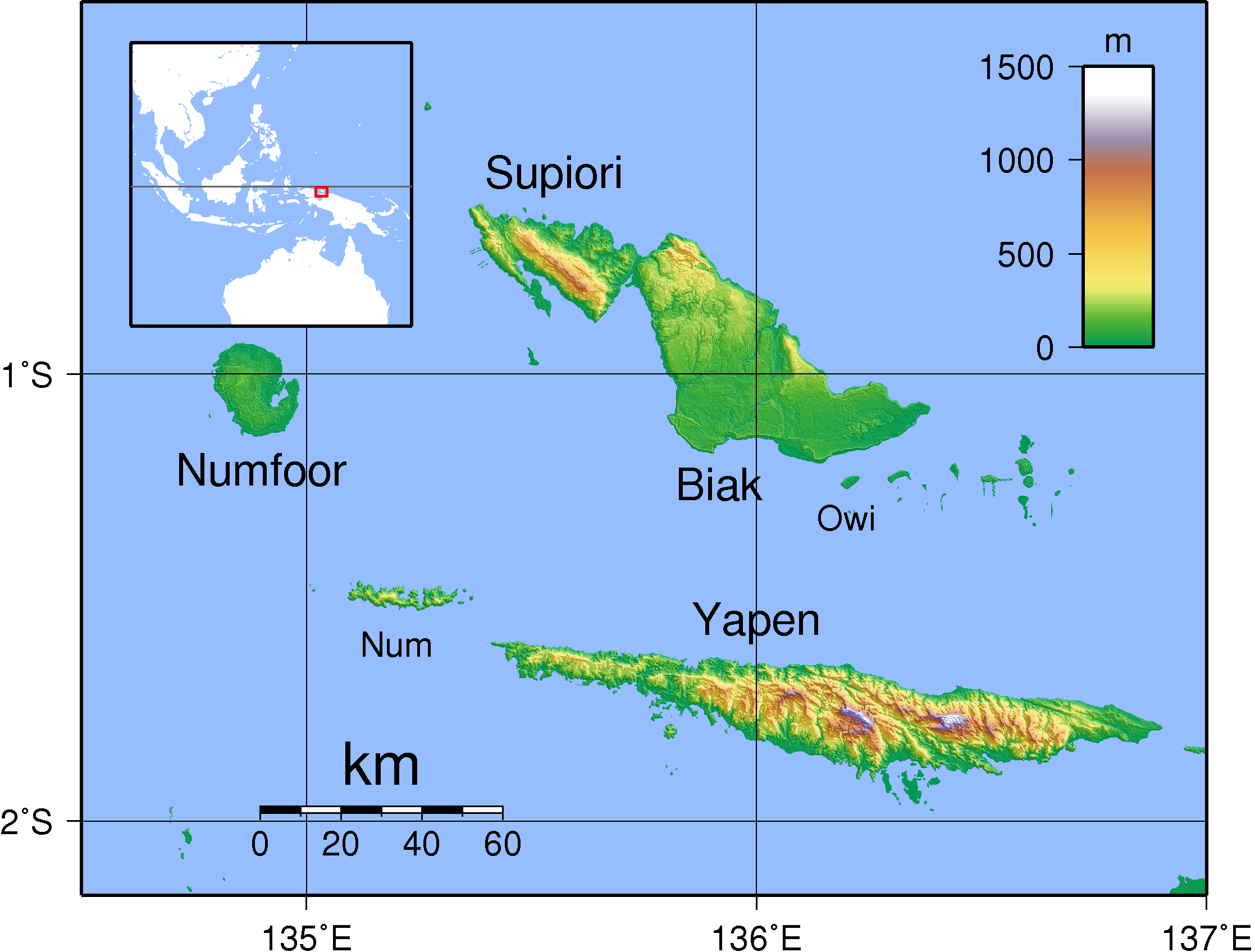
Biak med närliggande öar.

## Status
IUCN kategoriserar arten som nära hotad.